# Distrito de Garmisch-Partenkirchen
Garmisch-Partenkirchen es un distrito de la región de Alta Baviera, situada en el estado alemán de Baviera. Tiene una población estimada, a fines de 2020, de 88 279 habitantes.

## Composición del distrito
(Habitantes 30 de septiembre de 2006)
| Ciudades con derecho de mercado 1. Garmisch-Partenkirchen (26.102) 2. Mittenwald (7.315) 3. Murnau am Staffelsee (11.652) Area no incorporada 1. Ettaler Forst (83,46 km²) Colectividades administrativas 1. Ohlstadt (Municipios Eschenlohe, Großweil, Ohlstadt y Schwaigen) 2. Saulgrub (Municipios Bad Bayersoien y Saulgrub) 3. Seehausen am Staffelsee (Municipios Riegsee, Seehausen am Staffelsee y Spatzenhausen) 4. Unterammergau (Municipios Ettal y Unterammergau) | Municipios 1. Bad Bayersoien (1.194) 2. Bad Kohlgrub (2.418) 3. Eschenlohe (1.615) 4. Ettal (784) 5. Farchant (3.752) 6. Grainau (3.658) 7. Großweil (1.433) 8. Krün (1.930) 9. Oberammergau (5.327) 10. Oberau (3.106) 11. Ohlstadt (3.274) 12. Riegsee (1.138) 13. Saulgrub (1.681) 14. Schwaigen (638) 15. Seehausen am Staffelsee (2.397) 16. Spatzenhausen (789) 17. Uffing am Staffelsee (3.025) 18. Unterammergau (1.464) 19. Wallgau (1.420) |